# 齋藤恵太
齋藤 恵太（さいとう けいた、1993年3月31日 - ）は、宮城県亘理郡山元町出身のプロサッカー選手。Jリーグ・栃木シティFC所属。ポジションはフォワード。

## 経歴
50メートルを5秒台で走れるほど足が早く(最高速度36km/h以上)、ドリブルによって突破する技術を持ったFWである。
仙台大学では、選手権で明大を破る大金星ゴール、卒業後2015年シーズンに福島ユナイテッドFCに加入。シーズン序盤は途中出場が多かったが、後半戦になりスタメンを奪取、1ハットトリックを含む8得点を記録した。
2015年12月18日、ロアッソ熊本への完全移籍加入が発表された。福島ユナイテッドFCからは、J3より上のリーグへ移籍する初めてのケースとなった。
2016年シーズンは当初はなかなか定位置を確保できなかったが、シーズン終盤にかけて主力に定着し合計2得点を挙げた。
2017年シーズンも7月までに12試合に出場し2得点を挙げた。同年7月23日に水戸ホーリーホックへの完全移籍加入が発表された。
2019年7月、AC長野パルセイロへ期限付き移籍。
2020年、ブラウブリッツ秋田へ完全移籍。吉田謙監督の掲げる走るサッカーにフィット、J3優勝を達成する。
2022年は、岡山戦で相手ディフェンダーを置き去りにする激加速ゴールを決めて勝利した。
2023年、右ハムストリング肉離れ、全治12週間と診断される。6月24日藤枝戦で復帰すると、28日の清水戦で決勝ゴールを決め、ブラウブリッツ秋田のJ通算400号記念弾となった。
2023年12月20日、ファジアーノ岡山への完全移籍が発表された。
2025年5月27日、栃木シティFCに期限付き移籍。

## 所属クラブ
- 1999年 - 2004年 山下JFC
- 2005年 - 2007年 山元町立山下中学校
- 2008年 - 2010年 聖和学園高等学校
- 2011年 - 2014年 仙台大学
- 2015年  福島ユナイテッドFC
- 2016年 - 2017年7月  ロアッソ熊本
- 2017年7月 - 2019年  水戸ホーリーホック
  - 2019年7月 - 同年12月  AC長野パルセイロ（期限付き移籍）
- 2020年 - 2023年  ブラウブリッツ秋田
- 2024年 -  ファジアーノ岡山
  - 2025年5月 -  栃木シティFC（期限付き移籍）

## 個人成績
| 国内大会個人成績 | 国内大会個人成績 | 国内大会個人成績 | 国内大会個人成績 | 国内大会個人成績 | 国内大会個人成績 | 国内大会個人成績 | 国内大会個人成績 | 国内大会個人成績 | 国内大会個人成績 | 国内大会個人成績 | 国内大会個人成績 |
| 年度             | クラブ           | 背番号           | リーグ           | リーグ戦         | リーグ戦         | リーグ杯         | リーグ杯         | オープン杯       | オープン杯       | 期間通算         | 期間通算         |
| 年度             | クラブ           | 背番号           | リーグ           | 出場             | 得点             | 出場             | 得点             | 出場             | 得点             | 出場             | 得点             |
| 日本             | 日本             | 日本             | 日本             | リーグ戦         | リーグ戦         | リーグ杯         | リーグ杯         | 天皇杯           | 天皇杯           | 期間通算         | 期間通算         |
| ---------------- | ---------------- | ---------------- | ---------------- | ---------------- | ---------------- | ---------------- | ---------------- | ---------------- | ---------------- | ---------------- | ---------------- |
| 2015             | 福島             | 29               | J3               | 28               | 8                | -                | -                | 0                | 0                | 28               | 8                |
| 2016             | 熊本             | 29               | J2               | 25               | 2                | -                | -                | 0                | 0                | 25               | 2                |
| 2017             | 熊本             | 29               | J2               | 12               | 2                | -                | -                | 1                | 0                | 13               | 2                |
| 2017             | 水戸             | 49               | J2               | 12               | 1                | -                | -                | -                | -                | 12               | 1                |
| 2018             | 水戸             | 49               | J2               | 9                | 0                | -                | -                | 1                | 0                | 10               | 0                |
| 2019             | 水戸             | 29               | J2               | 1                | 0                | -                | -                | 1                | 0                | 2                | 0                |
| 2019             | 長野             | 39               | J3               | 17               | 1                | -                | -                | -                | -                | 17               | 1                |
| 2020             | 秋田             | 29               | J3               | 24               | 3                | -                | -                | 0                | 0                | 24               | 3                |
| 2021             | 秋田             | 29               | J2               | 41               | 4                | -                | -                | 0                | 0                | 41               | 4                |
| 2022             | 秋田             | 29               | J2               | 38               | 3                | -                | -                | 0                | 0                | 38               | 3                |
| 2023             | 秋田             | 29               | J2               | 27               | 5                | -                | -                | 0                | 0                | 27               | 5                |
| 2024             | 岡山             | 29               | J2               | 20               | 1                | 1                | 0                | 1                | 0                | 22               | 1                |
| 2025             | 岡山             | 29               | J1               | 1                | 0                | 0                | 0                | -                | -                | 1                | 0                |
| 2025             | 栃木C            | 79               | J3               |                  |                  | -                | -                | -                | -                |                  |                  |
| 通算             | 日本             | 日本             | J1               | 1                | 0                | 0                | 0                | -                | -                | 1                | 0                |
| 通算             | 日本             | 日本             | J2               | 187              | 18               | 1                | 0                | 4                | 0                | 192              | 18               |
| 通算             | 日本             | 日本             | J3               | 69               | 12               | -                | -                | 0                | 0                | 69               | 12               |
| 総通算           | 総通算           | 総通算           | 総通算           | 257              | 30               | 1                | 0                | 4                | 0                | 262              | 30               |

- Jリーグ初出場:2015年3月29日 J3第3節 Y.S.C.C横浜戦（ニッパツ三ツ沢球技場）
- Jリーグ初得点:2015年4月26日 J3第7節 ガイナーレ鳥取戦（とりぎんバードスタジアム）

## タイトル

### クラブ
仙台大学サッカー部
- 東北地区大学サッカー選手権大会 : 3回（2011年、2012年、2013年）

ブラウブリッツ秋田
- J3リーグ：1回（2020年）

## 世界の高速サッカー選手
| 名前                       | 国         | 速度 km/h |
| -------------------------- | ---------- | --------- |
| クリスティアーノ・ロナウド | ポルトガル | 38.6      |
| ブルーノ・エンヒキ・ピント | ブラジル   | 38        |
| アリエン・ロッベン         | オランダ   | 37        |
| ガレス・ベイル             | ウェールズ | 36.9      |
| アルフォンソ・デイヴィス   | カナダ     | 36.51     |
| アクラフ・ハキミ           | モロッコ   | 36.48     |
| アダマ・トラオレ           | スペイン   | 36.25     |
| 齋藤恵太                   | 日本       | 36以上    |
| キリアン・エムバペ         | フランス   | 36        |
| オルランド・ベリオ         | スペイン   | 36        |

## 人物・エピソード
- 山下中の監督はほとんど指導に来なかったため、齋藤自身が練習メニューを作成し、攻守の指導も行っていた[20]。
- 大震災で山元町の自宅が全壊[21]、熊本在籍時にも地震に遭遇する[22]。山元町の実家では、キャンプ場やパン屋を営んでいる[23] 。2023年3月8日放送のNHKクローズアップ現代でこの実家について放映された[24][25]。
- 元ブラウブリッツ秋田の王子こと熊谷達也とは仙台大同期である[26][27]。